# 텔레비전 방송 시스템

현재 세계적으로 몇 가지 텔레비전 방송 시스템
이 사용된다. 아날로그 텔레비전 시스템은 방송 신호를 위한 기술적인 여러 사항들과 색상 정보 및 여러 채널로 전송되는 오디오를 부호화하기 위한 몇 가지 요소들을 포함한다. 디지털 텔레비전에서는 이러한 모든 요소들이 하나의 디지털 전송 시스템으로 통합되었다.

## 아날로그 텔레비전 시스템
모든 아날로그 텔레비전 시스템은 흑백 텔레비전으로부터 시작되었다. 각 나라들은 자국의 정치적, 기술적, 경제적인 실정에 맞춰 기존의 흑백 텔레비전 방송 시스템과 효율적으로 융합시킬 수 있는 컬러 시스템을 채택하였다. 이론적으로 모든 컬러 시스템은 어떠한 흑백 비디오 시스템과도 융합될 수 있지만 실제로 어떤 흑백 시스템들은 컬러 시스템과 함께 사용될 수 없었으며 이들은 컬러 시스템이 등장함에 따라 사장되었다. 현재 모든 나라에서는 다음 컬러 시스템 중의 하나를 사용하고 있다: NTSC, PAL, SÉCAM

### 프레임
색상에 대한 부분을 제외하면 모든 텔레비전 시스템은 기본적으로 동일한 방식으로 동작한다. 카메라로 찍은 흑백 영상(지금은 휘도 성분이라고 한다)은 하나의 정지 영상(프레임)을 이루는 특정한 수의 주사선(scan line)으로 나뉜다. 이 흑백 영상은 이론적으로 연속적인 아날로그 영상이므로 무한의 해상도를 갖지만 텔레비전 신호의 대역폭에 따른 현실적인 한계로 인해 가능한 해상도를 제한하게 되었다. 컬러 텔레비전이 나오게 되면서 이 제한 사항은 고정되었다. 현재 모든 아날로그 텔레비전 시스템은 비월 주사 방식을 사용하여 프레임 내의 짝수 번째 라인이 먼저 전송되고, 그 뒤로 홀수 번째 라인이 전송된다. 이렇게 연속적으로 전송되는 절반의 데이터(짝/홀수 번째 라인)를 필드라고 하며, 필드의 전송률은 영상 시스템의 기본적인 매개 변수 중의 하나이다. 보통 이 전송률은 텔레비전 스크린과 전기빔과의 간섭에 의한 깜빡임 현상을 제거하기 위해 전력선의 주파수에 밀접한 관련이 있다.
50 필드 / 25 프레임률을 사용하는 시스템에서는, 영화나 다른 초당 24 프레임을 사용하는 필름으로 제작한 영상물의 경우 영상의 떨림 현상을 방지하기 위해 반드시 초당 25 프레임으로 변환해야 한다. 이러한 변환으로 인한 영상의 속도 증가는 사람의 눈으로는 감지하기가 쉽지 않지만, 음성의 높이(pitch)도 약간 증가되는 현상이 나타나며 이는 보통 디지털 기술로 보정된다.

### 표현 기술 (Viewing technology)
텔레비전은 원래 음극선관(CRT - Cathode-ray tubes)을 사용하여 구현되었기 때문에, 음극선관의 물리적인 특성은 표현하고자 하는 영상의 형식(video format)에도 영향을 주게 되었다. 음극선관 상의 영상은 관의 전면부에 있는 형광체 코팅에 전자빔을 쬠으로서 나타나게 된다. 빔의 소스 근처에 위치한 강력한 전자석에 의해 생성된 자기장을 이용하여 이 전자빔을 제어한다.
이러한 자기 제어 시스템을 새로운 주사가 시작되는 위치로 되돌리기 위해서는 전자석의 인덕턴스로 인해 일정 시간이 필요하다.
이로 인해 전자빔을 라인의 끝에서 다음 라인의 시작 부분으로 되돌리거나(수평 귀선) 스크린의 맨 아래에서 맨 위로 되돌리는(수직 귀선) 동안 이 전자빔을 꺼 두어야 한다(휘도 신호가 없음). 수평 귀선 기간은 각 주사선에 할당된 시간에 포함되었으며, 수직 귀선 기간으로 인해 화면에는 나오지 않는 가상의 주사선(phantom line)이 생기게 되었다. 이 경우 전자빔은 꺼져 있어야 하므로 텔레비전 방송 신호 상에 틈새(gap)가 발생하게 되었고, 이 구간은 테스트 신호나 색상 정보(color identification) 신호와 같은 다른 정보를 전송하기 위해 사용되었다.
일시적인 틈새는 신호의 주파수 스펙트럼 상에 빗과 같은 형태로 변환되며, 빗살은 라인 주파수에 위치하며 이 구간에 대부분의 에너지가 집중되어 있다. 빗살 사이의 공간은 색상 부반송파를 삽입하기 위해 사용된다.

### 숨은 신호 (Hidden signalling)
방송사들은 이후에 가상의 주사선(phantom line)내에 디지털 신호를 전송하는 방법을 개발하였고, 이 기술은 주로 문자 다중 방송(Teletext)이나 자막 방송(CC - closed captioning)에 쓰이게 되었다.
- PAL-Plus 시스템은 이러한 신호가 있는 경우에 숨은 신호를 이용하며 동작 모드에 대한 정보를 포함한다.
- NTSC는 고스트 신호를 제거하기 위한 신호를 추가한다.

### 비월 주사 (interlacing)
PAL과 NTSC 표준에서는, 짝수 (하위) 필드를 항상 먼저 그리고 홀수 (상위) 필드를 그린다.

### 영상 극성 (image polarity)
아날로그 텔레비전 시스템의 또다른 (부수적인) 매개 변수는 영상 변조의 극성에 관한 선택이다.
- 정변조(positive modulation)에서는 최대 휘도 값은 전기 신호의 최댓값으로 표현되며, 부변조(negative modulation)에서는 최대 휘도 값은 전기 신호의 값이 0 이 된다.
- 대부분의 영상 시스템에서는 잡음을 제거하기 위해 부변조 방식을 사용한다. 이는 일반적인 잡음에 대해 영상 내의 흰 점이 검은 점보다 더 눈에 잘 띄는 특성 때문이다.

## 표 - 세계의 텔레비전 시스템
참고 사항
- 현재 사용되고 있지 않은 시스템은 회색으로 표기하였음.
- NTSC와 PAL 표준에서는 항상 아래쪽 (짝수) 필드가 먼저 그려짐.

| 시스템 | 라인수 | 프레임 률 | 채널 대역폭 | 영상 대역폭 | 음성 오프셋 | VSB  | 영상 변조 | 음성 변조 | 비고                                                                                      |
| ------ | ------ | --------- | ----------- | ----------- | ----------- | ---- | --------- | --------- | ----------------------------------------------------------------------------------------- |
| A      | 405    | 25        | 5           | 3           | −3.5        | 0.75 | Pos.      | AM        | 영국의 예전 VHF 시스템 (흑백). 최초의 전자 텔레비전 시스템. 1936                          |
| B      | 625    | 25        | 7           | 5           | +5.5        | 0.75 | Neg.      | FM        | 많은 나라에서 VHF만을 사용. 오스트레일리아에서는 VHF & UHF 모두 사용 (시스템 G 와 H 참고) |
| C      | 625    | 25        | 7           | 5           | +5.5        | 0.75 | Pos.      | AM        | 벨기에의 예전 VHF 시스템                                                                  |
| D      | 625    | 25        | 8           | 6           | +6.5        | 0.75 | Neg.      | FM        | 많은 나라에서 VHF만을 사용. 중국에서는 VHF & UHF 모두 사용 (시스템 K 참고)                |
| E      | 819    | 25        | 14          | 10          | ±11.15      | 2.00 | Pos.      | AM        | 프랑스의 예전 VHF 시스템                                                                  |
| F      | 819    | 25        | 7           | 5           | +5.5        | 0.75 | Pos.      | AM        | 벨기에와 룩셈부르크에서만 사용되던 예전 VHF 시스템                                        |
| G      | 625    | 25        | 8           | 5           | +5.5        | 0.75 | Neg.      | FM        | UHF 만 사용 (시스템 B 참고)                                                               |
| H      | 625    | 25        | 8           | 5           | +5.5        | 1.25 | Neg.      | FM        | UHF 만 사용 (시스템 B 참고)                                                               |
| I      | 625    | 25        | 8           | 5.5         | +5.996      | 1.25 | Neg.      | FM        | 영국, 아일랜드, 남아프리카, 마카오, 홍콩                                                  |
| K      | 625    | 25        | 8           | 6           | +6.5        | 0.75 | Neg.      | FM        | UHF 만 사용 (시스템 D 참고)                                                               |
| K'     | 625    | 25        | 8           | 6           | +6.5        | 1.25 | Neg.      | FM        | 프랑스 식민지                                                                             |
| L      | 625    | 25        | 8           | 6           | +6.5        | 1.25 | Pos.      | AM        | 프랑스: VHF 밴드 1 의 오디오 -6.5 MHz 만 사용                                             |
| M      | 525    | 29.97     | 6           | 4.2         | +4.5        | 0.75 | Neg.      | FM        | 대한민국, 미국, 일본, 필리핀, 타이완 (모두 NTSC-M); 브라질 (PAL-M)                        |
| N      | 625    | 25        | 6           | 4.2         | +4.5        | 0.75 | Neg.      | FM        | 아르헨티나, 볼리비아, 파라과이, 우루과이                                                  |

## 디지털 텔레비전 시스템

DTT 방송 시스템.

## 같이 보기
- 아마추어 텔레비전
- 해상도
- MUSE (기술)
- NTSC
- PAL
- PAL-M
- PAL
- SÉCAM
- 멀티채널 텔레비전 사운드
- NICAM
- 고선명 텔레비전
- ATSC
- DVB-T
- ISDB
- DTMB
- 텔레비전의 역사